# Lara Ermer

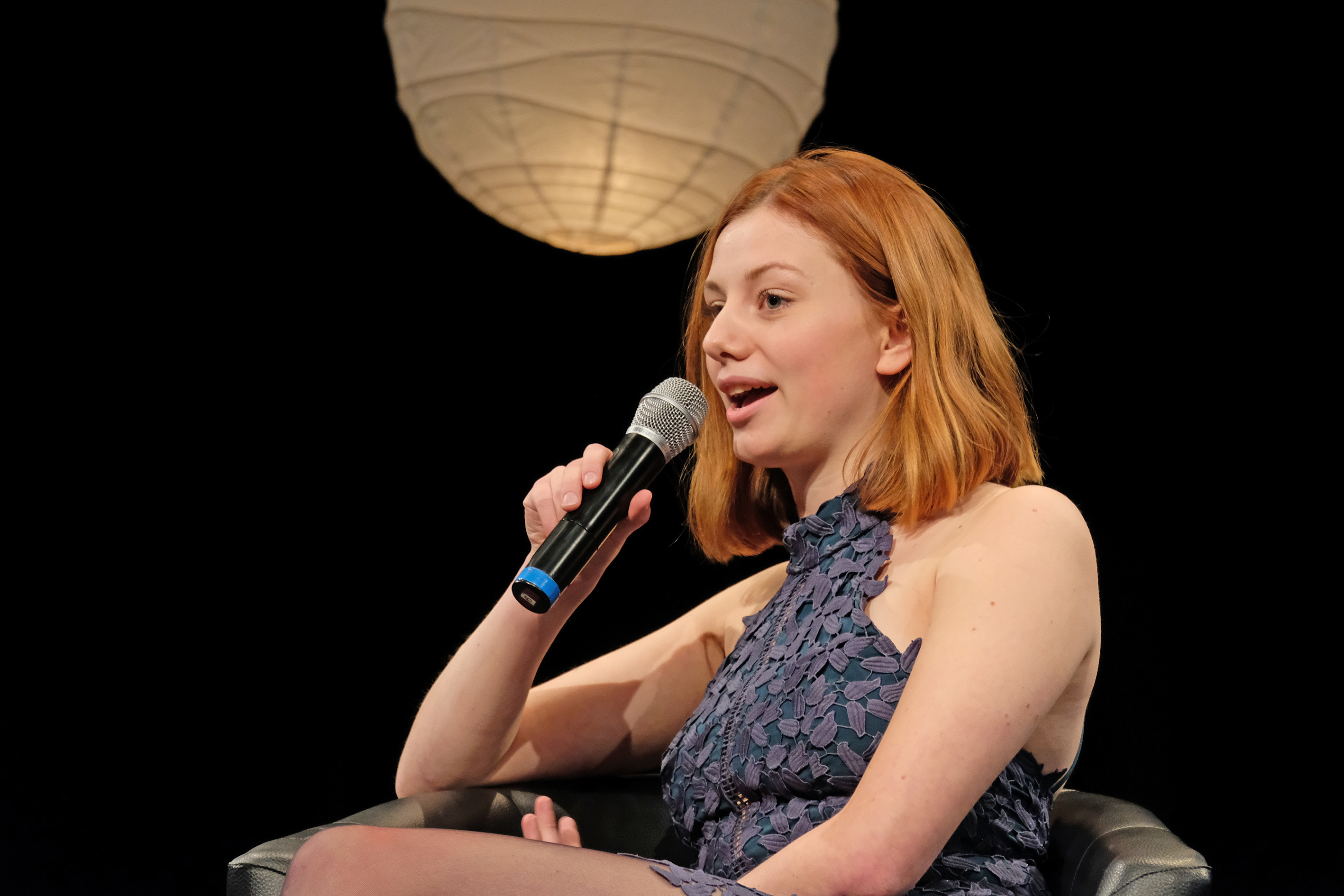
Lara Ermer bei der Kulturförderpreisverleihung der Stadt Fürth 2018

Lara Ermer (* 26. August 1996 in Fürth) ist deutschsprachige Autorin, Moderatorin und Comedienne.

## Wirken
Ihre Kindheit verbrachte Ermer in Nürnberg, als Jugendliche zog sie mit der Familie nach Fürth. Seit 2013 steht sie auf Bühnen, zunächst in der Schule und bei Poetry Slams.
Nach ihrem Abitur an der Nürnberger Wilhelm-Löhe-Schule und der Aufnahme eines Psychologiestudiums an der Friedrich-Alexander-Universität Erlangen-Nürnberg wurden die Bühnen größer und die Auftritte häufiger, so dass sie nach dem Bachelor hauptberuflich ins Unterhaltungsmetier einstieg. Ermer ist bei Literatur- und Comedyformaten sowie in TV-Sendungen wie Vereinsheim Schwabing (BR), Prix Pantheon (WDR) oder Ladies Night (ARD) zu sehen. Als Moderatorin tritt sie bei Science-Slams in Erscheinung. 2022 erhielt sie den Förderpreis des Hessischen Kabarettpreises für ihren „humorvollen Umgang mit vermeintlichen Tabus“.
2021 erschien Ermers erstes Buch Ein offenes Buch – Von idealen Körpern, perfektem Sex und anderen Mythen im Lappan-Verlag. Zusätzlich sind ihre Texte bereits in diversen Anthologien veröffentlicht worden.
Ermer wohnt in Frankfurt am Main.

## Programme
- 2022: Zuckerjokes & Peitsche

## Auszeichnungen
- 2015: fränkische U20-Meisterin im Poetry Slam
- 2018: Kulturförderpreis der Stadt Fürth
- 2021: Kabarett-Vereinsmeisterschaft des Bayerischen Rundfunks
- 2022: Hessischer Kabarettpreis (Förderpreis)
- 2023: 2. Preis beim 40. Passauer Scharfrichterbeil[6]
- 2024: Deutscher Kabarettpreis, Förderpreis[7]
- 2024: Lorscher Abt, 2. Platz[8]
- 2025: Bayerischer Kabarettpreis (Senkrechtstarter-Preis)[9]

## Veröffentlichungen (Auswahl)
- Ein offenes Buch. Von idealen Körpern, perfektem Sex und anderen Mythen. Lappan, 2021, ISBN 978-3-8303-3592-4.
- Stef, Bonny Lycen (Hrsg.): Irre schön! Poetry & Mental Health. Satyr, 2022, ISBN 978-3-947106-80-6.
- Lappan Verlag (Hrsg.): Vom Buffet der guten Laune nehm ich die sauren Gurken. Komische Kunst über Depressionen. Lappan, 2022, ISBN 978-3-8303-3643-3.